# Pré-Saint-Gervais (stacja metra)
Pré Saint-Gervais - stacja linii nr 7 bis metra  w Paryżu. Stacja znajduje się w 19. dzielnicy Paryża.  Została otwarta 18 stycznia 1911 r.